# 岡本要八郎

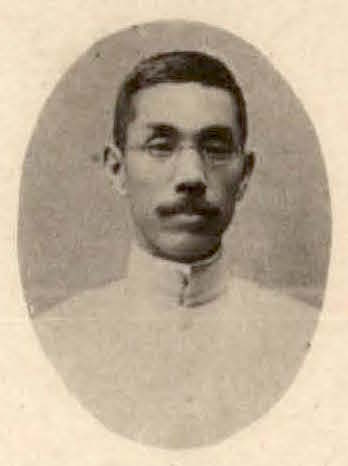
岡本要八郎

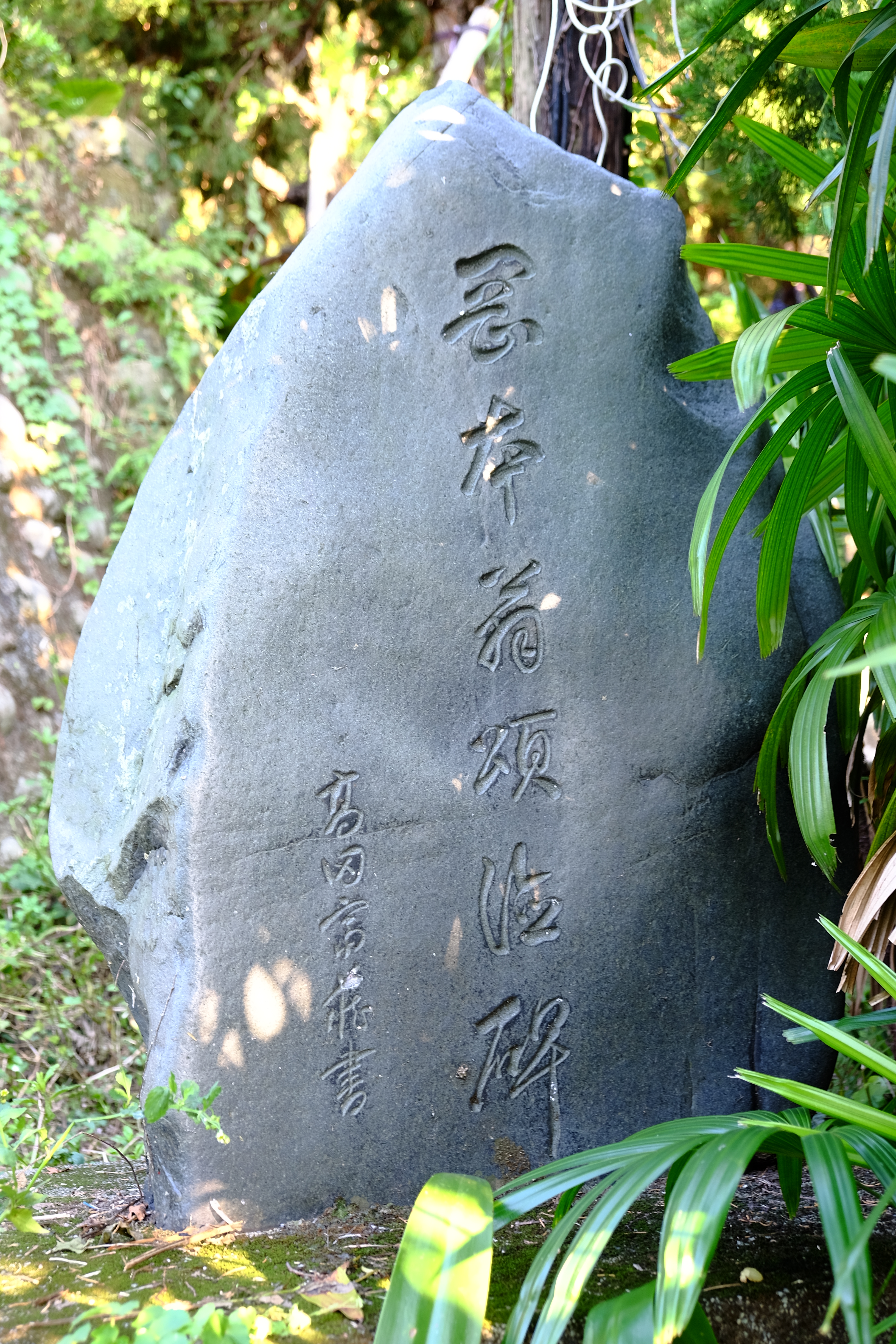
台湾新北投善光寺岡本翁頌德碑

岡本 要八郎（おかもと ようはちろう、1876年1月13日 - 1960年3月28日）は、愛知県中島郡（現・一宮市）出身の地質学者。初めて台湾の鉱物を採集した事で知られる。北投善光寺に彼の頌徳碑が現存する。
著書に『台湾鉱物調查報告』(1911年)、『台湾産北投石調查報告文』(1916年)、『福岡県鉱物誌』(1944年)などがある。

## 来歴
子供のときに受けた理科の授業に影響を受け鉱物に興味を持つようになる。
1899年4月に台湾へ渡航し、台湾総督府国語学校の教諭として現地台湾人の教育に当たる。翌年、角板山への鉱物採集旅行後、台湾の鉱物に関する研究を開始する。明治38年（1905年）北投温泉の公衆浴場瀧乃湯にて入浴をした帰りに北投石を発見する。1907年には特殊な結晶の存在を確認し、1912年11月12日この鉱物を北投石と命名した。
1908年1月に川上瀧彌と共に台湾博物学会を創立し、『台湾博物学会会報』を刊行する。
後に日本へ帰国し1939年（昭和14年）より九州帝国大学(現在の九州大学)に奉職した。
1958年(昭和33年）、九州大学理学博士。論文の題は「日本産鉱物の形態学的研究」。
岡本は内外で鉱物を多数収集していたが、1959年（昭和34年）に、3400点にのぼる収集物を地質調査所福岡駐在員事務所に寄贈した。このコレクションは後年、つくば市の地質調査所（現産業技術総合研究所地質調査総合センター）の地質標本館に移された。収集物の目録についてはデータベース化され公開されている。
2005年10月11日に台湾で行われた「發現北投石100週年」というイベントに要八郎の息子、岡本正豊が参加し、時の台湾政府行政院長の謝長廷と接見した。これに併せて教育部は岡本要八郎に「文化教育奨」を追贈した。

## 親族
- 武藤針五郎 - 兄。台北市尹。